# Ministr války Spojeného království
Ministr války, respektive státní sekretář války (Secretary of State for War) byla funkce ve vládě Spojeného království v letech 1854–1964. Úřad byl zřízen za krymské války a zrušen byl v roce 1964, kdy s dalšími složkami ozbrojených sil (letectvo, námořnictvo) přešel pod ministerstvo obrany. Ministerstvo války (War Office) sídlilo v monumentálním novobarokním paláci postaveném na počátku 20. století v centru Londýna, budovu později převzalo ministerstvo obrany.

## Historie úřadu

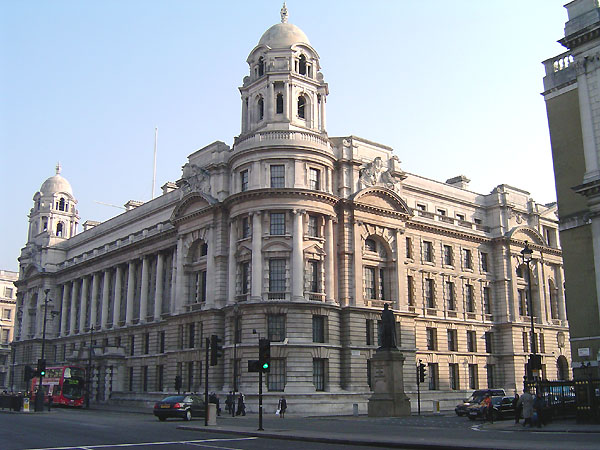
Budova ministerstva války ve Whitehallu

Správu vojenských záležitostí v Anglii měl původně na starosti sekretář války (Secretary at War), tento úřad byl zřízen po obnovení monarchie v roce 1661. Sekretář války byl sice členem vlády, ale měl nižší postavení než státní sekretář. Do kompetencí úřadu pro válku patřila především administrativa, záležitosti armády ale nezávisle na sobě obstarávaly také starší posty vrchního velitele armády (Commander in Chief), generálního polního zbrojmistra (Master General of the Ordnance), vojenského pokladníka (generální intendant armády – Paymaster of the Forces), soudní spory v armádě měl v gesci nejvyšší vojenský sudí (Judge Advocate General). Za napoleonských válek bylo v roce 1794 zřízeno samostatné ministerstvo války, v jehož čele stál státní sekretář (dosud byli státní sekretáři jen dva – vnitra a zahraničí). O několik let později byla pod ministerstvo války převedena i správa kolonií spadající dosud pod ministerstvo vnitra a více než půl století fungovalo společné ministerstvo války a kolonií.
V době krymské války se stala neudržitelnou situace, aby vojenské i koloniální záležitosti spravoval jeden ministr a v létě 1854 došlo ke zřízení dvou samostatných ministerstev pro válku a kolonie. Prvním ministrem války se stal 5. vévoda z Newcastle, který byl dosud společným ministrem války a kolonií. V návaznosti na zřízení ministerstva války (War Office) byl v roce 1855 zrušen post generálního polního zbrojmistra. Ministr války byl zároveň předsedou armádní rady (Army Council), jeho zástupcem byl státní podsekretář (Under-Secretary at War), V rámci reorganizace armády v 70. letech 19. století byl ministrovi války podřízen i vrchní velitel armády. Funkce vrchního velitele armády byla nakonec zrušena v roce 1904 a nahrazena postem náčelníka generálního štábu (Chief of the Imperial General Staff). Do reforem z doby ministra Edwarda Cardwella spadá také zřízení funkce finančního tajemníka na ministerstvu války (Financial Secretary to the War Office). Stejně jako na ostatních britských ministerstvech platila zásada, že pokud byl ministrem peer, tak jeho náměstek (státní podsekretář) musel být poslancem Dolní sněmovny. K této situaci ale docházelo zřídka, většina ministrů války zasedala v dolní komoře. Naopak většina státních podsekretářů byla jmenována z řad peerů, aby mělo důležité ministerstvo zastoupení ve Sněmovně lordů.
Za druhé světové války bylo zřízeno samostatné ministerstvo obrany (Ministry of Defence), které nakonec v poválečném období získalo větší důležitost (prvním ministrem obrany byl Winston Churchill). V rámci reorganizace státní správy bylo ministerstvo války zrušeno v roce 1964 a jeho kompetence převzalo ministerstvo obrany. Pod ministerstvo obrany tehdy zároveň přešlo i námořnictvo a zrušený post prvního lorda admirality. Poslední ministr války James Ramsden přešel v roce 1964 do nižší funkce ministra pro armádu, která je podřízena ministru obrany.

## Seznam ministrů války Spojeného království
| Jméno                                                  | Foto | Nástup do funkce   | Konec funkce       | Životní data |
| ------------------------------------------------------ | ---- | ------------------ | ------------------ | ------------ |
| Henry Pelham-Clinton, 5. vévoda z Newcastle            |      | 12. června 1854    | 30. ledna 1855     | 1811–1864    |
| Fox Maule, 1. baron Panmure                            |      | 8. února 1855      | 21. února 1858     | 1801–1874    |
| Jonathan Peel                                          |      | 26. února 1858     | 11. června 1859    | 1799–1879    |
| Sidney Herbert                                         |      | 18. června 1859    | 22. července 1861  | 1810–1861    |
| Sir George Cornewall Lewis                             |      | 23. července 1861  | 13. dubna 1863     | 1806–1863    |
| George Robinson, 2. hrabě z Riponu                     |      | 28. dubna 1863     | 16. února 1866     | 1827–1909    |
| Spencer Cavendish, markýz z Hartingtonu                |      | 16. února 1866     | 26. června 1866    | 1833–1908    |
| Jonathan Peel                                          |      | 6. července 1866   | 8. března 1867     | 1799–1879    |
| Sir John Somerset Pakington                            |      | 8. března 1867     | 1. prosince 1868   | 1799–1880    |
| Edward Cardwell                                        |      | 9. prosince 1868   | 17. února 1874     | 1813–1886    |
| Gathorne Gathorne-Hardy                                |      | 21. února 1874     | 2. dubna 1878      | 1814–1906    |
| Sir Frederick Arthur Stanley                           |      | 2. dubna 1878      | 21. dubna 1880     | 1841–1908    |
| Hugh Childers                                          |      | 28. dubna 1880     | 16. prosince 1882  | 1827–1896    |
| Spencer Cavendish, markýz z Hartingtonu                |      | 16. prosince 1882  | 9. června 1885     | 1833–1908    |
| William Henry Smith                                    |      | 24. června 1885    | 21. ledna 1886     | 1825–1891    |
| Gathorne Gathorne-Hardy, 1. vikomt Cranbrook           |      | 21. ledna 1886     | 6. února 1886      | 1814–1906    |
| Sir Henry Campbell-Bannerman                           |      | 6. února 1886      | 20. července 1886  | 1836–1908    |
| William Henry Smith                                    |      | 3. srpna 1886      | 14. ledna 1887     | 1825–1891    |
| Sir Edward Evelyn Stanhope                             |      | 14. ledna 1887     | 11. srpna 1892     | 1840–1893    |
| Sir Henry Campbell-Bannerman                           |      | 18. srpna 1892     | 21. června 1895    | 1836–1908    |
| Henry Charles Petty-Fitzmaurice, 5. markýz z Lansdowne |      | 4. července 1895   | 12. listopadu 1900 | 1845–1927    |
| St John Brodrick                                       |      | 12. listopadu 1900 | 6. října 1903      | 1856–1942    |
| Hugh Arnold-Forster                                    |      | 6. října 1903      | 4. prosince 1905   | 1855–1909    |
| Richard Burdon Haldane, 1. vikomt Haldane              |      | 10. prosince 1905  | 12. července 1912  | 1856–1928    |
| John Edward Seely                                      |      | 12. června 1912    | 30. března 1914    | 1868–1947    |
| Herbert Henry Asquith                                  |      | 30. března 1914    | 5. srpna 1914      | 1852–1928    |
| Horatio Hebert Kitchener, 1. hrabě z Chartúmu          |      | 5. srpna 1914      | 5. června 1916     | 1850–1916    |
| David Lloyd George                                     |      | 6. července 1916   | 5. prosince 1916   | 1863–1945    |
| Edward Stanley, 17. hrabě z Derby                      |      | 10. prosince 1916  | 18. dubna 1918     | 1865–1948    |
| Alfred Milner, 1. vikomt Milner                        |      | 18. dubna 1918     | 10. ledna 1919     | 1854–1925    |
| Winston Churchill                                      |      | 10. ledna 1919     | 13. února 1921     | 1874–1965    |
| Sir Laming Worthington-Evans                           |      | 13. února 1921     | 19. října 1922     | 1868–1931    |
| Edward Stanley, 17. hrabě z Derby                      |      | 24. října 1922     | 22. ledna 1924     | 1865–1948    |
| Stephen Walsh                                          |      | 22. ledna 1924     | 3. listopadu 1924  | 1859–1929    |
| Sir Laming Worthington-Evans                           |      | 7. listopadu 1924  | 7. června 1929     | 1868–1931    |
| Thomas Shaw                                            |      | 7. června 1929     | 24. srpna 1931     | 1872–1938    |
| Robert Milnes-Crewe, 1. markýz Crewe                   |      | 25. srpna 1931     | 5. listopadu 1931  | 1858–1945    |
| Douglas Hogg, 1. vikomt Hailsham                       |      | 5. listopadu 1931  | 7. června 1935     | 1872–1950    |
| Edward Wood, 3. vikomt Halifax                         |      | 7. června 1935     | 22. listopadu 1935 | 1881–1959    |
| Alfred Duff Cooper                                     |      | 22. listopad 1935  | 28. května 1937    | 1890–1954    |
| Leslie Hore-Belisha                                    |      | 28. května 1937    | 5. ledna 1940      | 1893–1957    |
| Oliver Frederick Stanley                               |      | 5. ledna 1940      | 11. května 1940    | 1896–1950    |
| Anthony Eden                                           |      | 11. května 1940    | 22. prosince 1940  | 1897–1977    |
| David Margesson                                        |      | 22. prosince 1940  | 22. února 1942     | 1890–1965    |
| Sir James Grigg                                        |      | 22. února 1942     | 26. července 1945  | 1890–1964    |
| Jack Lawson                                            |      | 3. srpna 1945      | 4. října 1946      | 1881–1965    |
| Frederick Bellenger                                    |      | 4. října 1946      | 7. října 1947      | 1894–1968    |
| Emanuel Shinwell                                       |      | 7. října 1947      | 28. února 1950     | 1884–1986    |
| John Strachey                                          |      | 28. února 1950     | 26. října 1951     | 1901–1963    |
| Antony Head                                            |      | 31. října 1951     | 18. října 1956     | 1906–1983    |
| John Hare                                              |      | 18. října 1956     | 6. ledna 1958      | 1911–1982    |
| Christopher Soames                                     |      | 6. ledna 1958      | 27. července 1960  | 1920–1987    |
| John Profumo                                           |      | 27. července 1960  | 5. června 1963     | 1915–2006    |
| Joseph Godber                                          |      | 27. června 1963    | 21. října 1963     | 1914–1980    |
| James Ramsden                                          |      | 21. října 1963     | 1. dubna 1964      | 1923-        |